# Jampannanaikanakote, Chitradurga
Jampannanaikanakote là một làng thuộc tehsil Chitradurga, huyện Chitradurga, bang Karnataka, Ấn Độ.